# 查爾斯·布魯姆斯金
查爾斯·布魯姆斯金（Charles Walker Brumskine；1951年4月27日—2019年11月20日）是利比里亚的律師和從政者。他是自由黨的政治領袖，在2005年利比里亞總統選舉首輪投票得票居第三位。他於2011年再次參選總統，在首輪投票得票居第四位。
他於1981年在利比里亞大學取得法學士學位，後來在美國南方卫理公会大学取得法学硕士學位。他曾是查尔斯·泰勒的政治盟友。他後來與泰勒不和並逃到國外，直至2003年才返回利比里亞。
他是基督教徒，有兩子一女。
2019年11月20日病逝，享年68歲。